# Bugatti Type 252
Bugatti Type 252 är en prototyp till en sportvagn som den franska biltillverkaren Bugatti utvecklade mellan 1957 och 1962. Det blev den sista modellen från det ursprungliga företaget, innan namnet återuppstod i ny regi i början av 1990-talet.
Efter den misslyckade satsningen på formel 1 tog Robert Bugatti och hans kvarvarande medarbetare fram en mindre komplicerad sportvagn. Bilens fyrcylindriga motor utgjordes av en halv Type 251-motor. En första bil stod klar 1957. Bugatti fortsatte att utveckla konstruktionen fram till 1962, då företaget slutligen lades ned. Då hade Type 252 fortfarande inte lämnat prototypstadiet.

## Motor[1]
| Modell | Motor               | Cylindervolym | Effekt | Bränslesystem    |
| ------ | ------------------- | ------------- | ------ | ---------------- |
| T252   | 4-cyl radmotor DOHC | 1488 cm³      | 120 hk | Dubbla förgasare |